# Vișeu (Theiß)
Der Vișeu (ungarisch Visó; früher: Wischau) ist ein 82 km langer linker Nebenfluss der Theiß im äußersten Norden von Rumänien im Kreis Maramureș.

## Verlauf
Der Vișeu entspringt unweit der ukrainischen Grenze im Rodnaer Gebirge. Er durchfließt in anfangs westlicher, später westnordwestlicher Richtung folgende Orte: Borșa, Moisei, Vișeu de Sus, Vișeu de Jos, Leordina, Petrova und Bistra. Das „Wischautal“ (Valea Vișeu) ist nach dem Fluss benannt. In Valea Vișeului, an der Grenze zur Ukraine, mündet er in die Theiß.

## Ökologie
Das in den meisten Nebenflüssen der Donau und deren Zuflüssen nachweisbare Donauneunauge ist im Vișeu oberhalb Vișeu de Sus (Mündung des Vaser) ausgestorben.

## Galerie

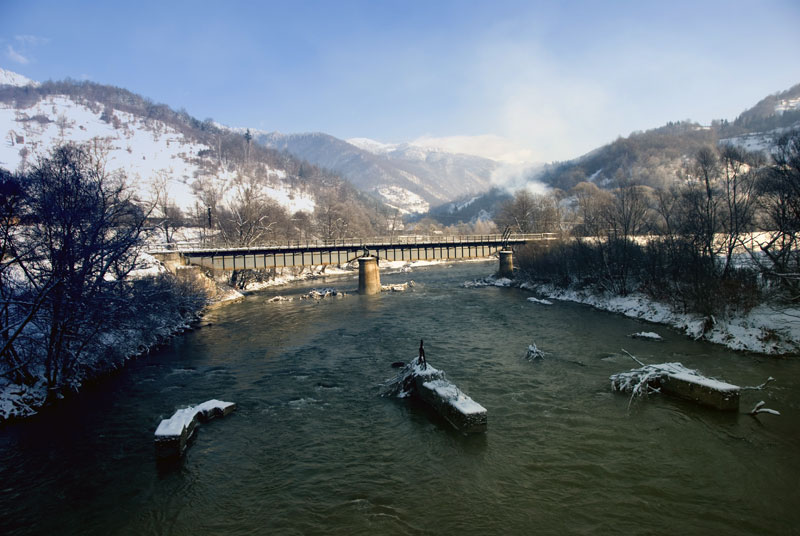
Der Vișeu in  Bistra mit der Eisenbahnbrücke der Bahnstrecke Valea Vișeului–Borșa
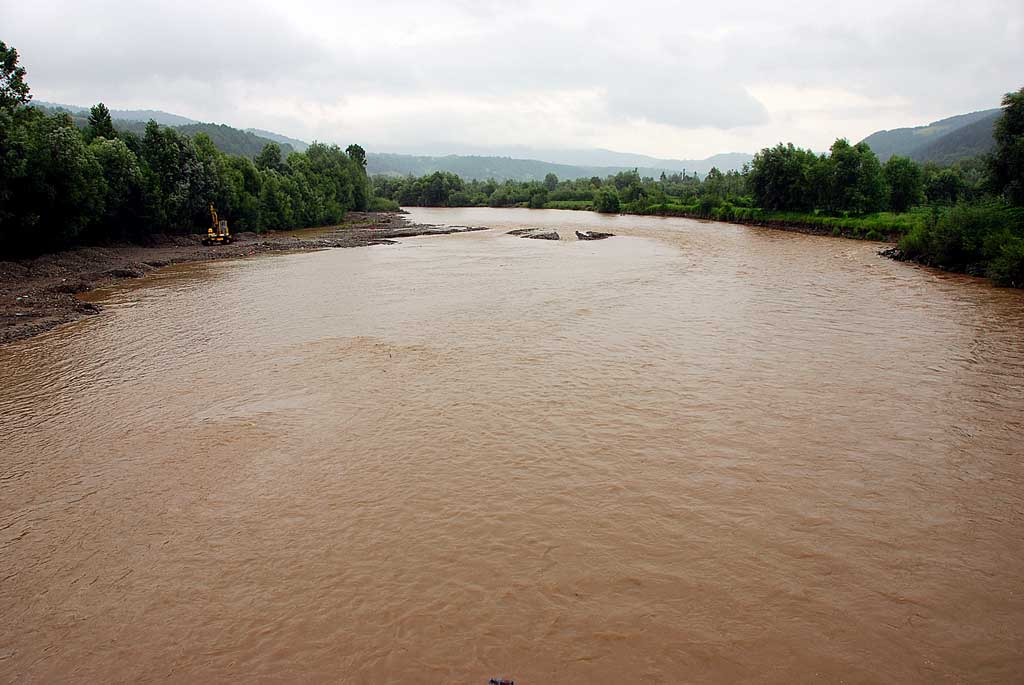
Der Vișeu zwischen Petrova und Crasna Vișeului